# أرت هاو (لاعب كرة قاعدة)
أرت هاو (بالإنجليزية: Art Howe) هو لاعب كرة قاعدة أمريكي، ولد في 15 ديسمبر 1946 في بيتسبرغ في الولايات المتحدة.

## وصلات خارجية
- أرت هاو على موقع دوري كرة القاعدة الرئيسي (الإنجليزية)
- أرت هاو على موقعبيزبول رفرنس.كوم (الدوري الرئيسي) (الإنجليزية)
- أرت هاو على موقعبيزبول رفرنس.كوم (الدوري الثانوي) (الإنجليزية)
- أرت هاو على موقع إي إس بي إن.كوم (أم.أل.بي) (الإنجليزية)
- أرت هاو على موقع مشجعي الرسوم البيانية (الإنجليزية)